# Гунаропулос, Йоргос
 Йоргос Гунаропулос  (греч. Γιώργος Γουναρόπουλος; 22 марта 1889, Созополь — 17 августа 1977, Афины) — греческий художник XX века. Видный представитель так называемого Поколения тридцатых греческой живописи.

## Биография
Георгиос Гунаропулос родился в 1889 году в причерноморском городе Созополь, Восточная Румелия.
Георгиос Гунаропулос был шестым и последним ребёнком Анны и Ильи Гунаропулоса.
Основанный греками в 610 г. до н. э. под именем Аполлония, этот греческий город, уже под именем Созополь, был в пределах последнего осколка Византии и пал вместе с Константинополем в 1453 году, но сохранял свой греческий характер и населялся исключительно греками на протяжении всего периода турецкого господства, вплоть до 1885 года.
Однако после создания Россией болгарского государства, а затем аннексии полуавтономной Восточной Румелии в сентябре 1885 года Болгарией, было положено начало политики болгаризации и гонений на коренное греческое население.
В 1904 году, под давлением болгарского правительства, его семья, как и другие семьи греков из Восточной Румелии, была вынуждена переселиться в Греческое королевство.
В Греции семья поселилась в, основанном беженцами из Болгарии, Эвксинополе в Магнесии.
В том же году 17-летний Георгий Гунаропулос решил обосноваться в Афинах, где работая в мастерской надписей и табличек, помогал семье решить насущные финансовые проблемы.
В этот период у Георгия проявилась склонность к живописи. В 1907 году он сдал экзамены и поступил в Школу изящных искусств. Учился перспективе и сценографии у Викентия Бокацямбиса, а затем живописи у Спиридона Викатоса и Георгия Ройлоса.
Влияние этих художников греческой академической школы очевидно в первых работах Гунаропулоса. Впоследствии Гунаропулос отрёкся от этих работ.
С началом Балканских войн и до конца Первой мировой войны, Гунаропулос воевал в рядах греческой армии против турок и болгар. В этот период он написал ряд портретов офицеров и солдат а также батальные сцены.
Художник демобилизовался в 1919 году. Получив, после конкурса проведенного Политехническим институтом, стипендию, учреждённую меценатом Георгием Аверофф, Гунаропулос отправился в Париж продолжить свою учёбу.
Гунаропулос учился 4 года в академии Жюлиана а затем год в академии Гранд-Шомьер.
В 1924 году художник открыл собственное ателье в Париже, по адресу 95, Rue Vaugirard, который был и адресом его места проживания.
В 1925 году он принял участие в Всегреческой выставке в Заппион.
С 1926 года Гунаропулос начал сотрудничать с парижской Galerie Vavain Raspail, где организовал свои 3 первые персональные выставки. В 1928 году он организовал персональную выставку в парижской Galerie Jaques Bernhein. В этот период сформировался его личный стиль письма, с слабыми линиями и глубокими голубыми, жёлтыми, красными и фиолетовыми цветами.
В 1929 году Гунаропулос осуществил свою первую персональную выставку в Греции, выставив 24 своих работ в галерее Стратогопулоса в Афинах. Выставка имела большой коммерческий успех, но публика и критики разделились на 2 лагеря.
Молодые критики реагировали восторженно. Напротив, сторонники греческой академической школы, и в основном Захариас Папантониу, обвиняли Гунаропулоса в незнании основных правил живописи.
В ответ на этот вызов, Гунаропулос, в одну ночь, написал портрет своей матери, согласно всем канонам академизма и выставил его в зале, рядом с другими своими работами.
В 1931 году художник вернулся в Афины и обосновался в районе Верхний Илисия.
Гунаропулос женился на композиторе Марии Пройю. У четы родился, единственный ребёнок, Илья, который впоследствии стал архитектором.
Оставаясь в Афинах, Гунаропулос продолжал принимать участие в выставках и начал работать с иллюстрациями для книг и театральными декорациями.
В 1934 году он принял участие в Венецианской Биенале.
В 1935 году он выставил свои работы, вместе с художниками Хадзикириакосом-Гикасом и Михалисом Томбросом на «Выставке трёх».
В 1937 году художнику было поручено расписать зал заседаний в здании муниципалитета Афин. Работа заняла 2 года. Были расписаны 113 квадратных метров стен с темами почерпнутыми из истории города.
В декабре 1944 года этим росписям были нанесены серьёзные повреждения, в ходе британской военной интервенции и боёв англичан против бойцов народно-освободительной армии Греции.
После агрессии фашистской Италии против Греции 28 октября 1940 года, Гунаропулос стал автором плаката «Богородица с тобой», чем внёс посильный вклад в греческую победу, ставшую первой победой антифашистской коалиции.
После окончания Второй мировой войны, Гунаропулос получил большую известность. В 1947 году он принял участие, вместе с другими греческими художниками, в групповой выставке в Стокгольме.
В том же году художник уехал в Нью-Йорк. В следующем году Гунаропулос осуществил персональную выставку в нью-йоркской галерее грека Александра Иоласа.
По заказу промышленника А. Папагеоргиу, в 1951 году, он расписал часовню Святой Троицы в одной из больниц города Волос.
Эти росписи Гунаропулоса не следуют ни пост-византийской, ни любой другой церковной художественной традиции.
В 1955 году Гунаропулос, вместе с другими греческими художниками, принял участие в международной групповой выставке в Гётеборге Швеция.
В 1957 году Французский институт Афин издал на французском языке работу о Гунаропулосе и, одновременно, организовал выставку из самых характерных работ художника.
В 1958 году художник выставлял свои работы в афинской галерее Зигос (Весы). В том же году он принял участие в международном конкурсе Guggenheim, состоявшемся в одном из залов ЦРУ и получил приз Guggenheim.
Последовали персональные выставки в Афинах и участие в групповых выставках за границей: Ахен (ФРГ, 1959), Сан-Паулу (Бразилия, 1959), Фамагуста (Кипр, 1960), Александрия (Египет, 1963), Брюссель (Бельгия, 1964) и Буэнос-Айрес (Аргентина, 1964).
С 1965 года Гунаропулос начал осуществлять свои персональные выставки в афинской галерее Астор, сотрудничество с которой продолжилось до самой смерти художника.
В 1975 году Национальная галерея организовала выставку-ретроспективу работ Гунаропулоса. В знак признания за оказанную ему честь, художник подарил Национальной галерее 15 своих работ, представительных для его 60-летней художественной деятельности.
В апогее своей славы, художник представил свои работы ещё в нескольких групповых выставках, а также на персональной выставке в галерее Астор (апрель), незадолго до своей смерти.
Художник умер 17 августа 1977 года в Афинах.

## Музей Гунаропулоса
В 1978 году, сын художника, Илиас Гунаропулос, подарил дом художника, в котором находилась и его мастерская, муниципалитету афинского района Зографу, для организации там Музея Георгиоса Гунаропулоса.
При этом, Илиас Гунаропулос подарил музею 40 работ отцаμ ставших ядром экспозиции.
В 1990 году муниципалитет построил рядом с домом художника новое здание, которое функционирует как «Центр искусства и культуры» и дополняет функции основного музея. Таким образом, старое здание служит для ознакомления с искусством Гунаропулоса, а в новом здании проводятся выставки, лекции и разные культурные мероприятия.

## Работы
Гунаропулос был уникален в своём стиле. Париж начала XX века содействовал его отречению от академической манеры, но и от импрессионизма и созданию его абсолютно личной манеры письма, которую не легко классифицировать и отнести к какой либо категории.
Его картины носят трансцендентный характер: бестелесные формы, написанные с помощью нескольких скупых линий, которые теряются в мечтательных тонах синего, жёлто-красного и фиолетовых цветов. В работах Гунаропулоса женские фигуры, деревья, натюрморты с рыбой и устрицами соединяются с сказочными поэтическими видениями. Даже его портреты, выполненные углем или карандашом, носят мимолетный характер мечты.
Однако за эту одержимость поэтическими и символическими темами, «вселенской живописью» как говорил он сам, некоторые критики обвиняли его за «несколько ограниченную или несколько одержимую (obsédée) фантазию».
Как художник Гунаропулос был очень продуктивен. Его работы хранятся и выставлены в Музее Г. Гунаропулоса, в Национальной галерее Греции, в Фонде искусств Теллоглио Аристотелева университета в Салониках и других публичных и частных коллекциях. Гунаропулос подписывал свои работы латинскими буквами как G. Gounaro.